# Rinorea thomasii
Rinorea thomasii és una espècie de planta amb flor que pertany a la família de les violàcies. És una planta endèmica del Camerun, concretament a Mont Camerun (8 col·leccions en 3 llocs), al Parc Nacional Korup (6 col·leccions) i a les Muntanyes Bakossi (1 col·lecció).
El seu hàbitat natural són els boscos de les terres baixes tropicals o subtropicals secs. Aquesta planta està amenaçada per la pèrdua d'hàbitat.